# Medalles del Cercle d'Escriptors Cinematogràfics de 1980
La cerimònia de lliurament de les medalles del Cercle d'Escriptors Cinematogràfics de 1980 va tenir lloc en 1981 en Madrid. Va ser el trenta-cinquè lliurament de aquestes medalles, atorgades per primera vegada trenta-quatre anys abans pel Cercle d'Escriptors Cinematogràfics (CEC). Els premis tenien per finalitat distingir als professionals del cinema espanyol i estranger pel seu treball durant l'any 1980. Es van mantenir les deu categories de l'edició anterior però el jurat, en una insòlita decisió, va decidir declarar desertes totes les categories destinades a premiar el cinema nacional i només va concedir la Medalla a la millor pel·lícula estrangera. A canvi, es va recuperar la Medalla al millor llibre, es va concedir un premi especial a l'actor Fernando Sancho i es va atorgar un premi a títol pòstum a l'escriptor Manuel Villegas López.

## Llista de medalles
| Categoria                    | Premiat                         | Labor premiada                                    |
| ---------------------------- | ------------------------------- | ------------------------------------------------- |
| Millor pel·lícula            | Desert                          |                                                   |
| Millor director              | Desert                          |                                                   |
| Millor actriu                | Desert                          |                                                   |
| Millor actor                 | Desert                          |                                                   |
| Millor actriu de repartiment | Desert                          |                                                   |
| Millor actor de repartiment  | Desert                          |                                                   |
| Millor fotografia            | Desert                          |                                                   |
| Millor música                | Desert                          |                                                   |
| Millor guió                  | Desert                          |                                                   |
| Millor pel·lícula estrangera | El jinete eléctrico             | Pel·lícula                                        |
| Millor llibre                | Fernando Méndez-Leite von Haffe | Fritz Lang                                        |
| Labor de conjunt             | Fernando Sancho                 | Tota la seva carrera                              |
| Premi pòstum                 | Manuel Villegas López           | Labor en pro de la crítica i la teoria del cinema |